# Kobayashi Ikuhide
Kobayashi Ikuhide (japanisch 小林 幾英; Lebensdaten unbekannt) war ein japanischer Ukiyo-e-Künstler der Meiji-Zeit.

## Leben und Werk
Kobayashi war ein Schüler von Ochiai Yoshiiku. Sein bürgerlicher Name lautete Kobayashi Eijirō (小林英次郎). Er verwendete die Künstlernamen Hikitei (飛幾亭) und Shinpitei (箴飛亭).
Seine bekannte Schaffenszeit erstreckte sich von 1885 bis 1898. Er spezialisierte sich auf Farbholzschnitte (錦絵, nishiki-e) im Ōban-Format, sowohl Einzelblätter als auch Triptycha, mit Themen wie Stadtansichten, insbesondere Brücken, Sittenbildern, zeitgenössischen Ereignissen und Kriegshandlungen aus dem Japanisch-Chinesischen Krieg (戦争絵, Sensō-e).

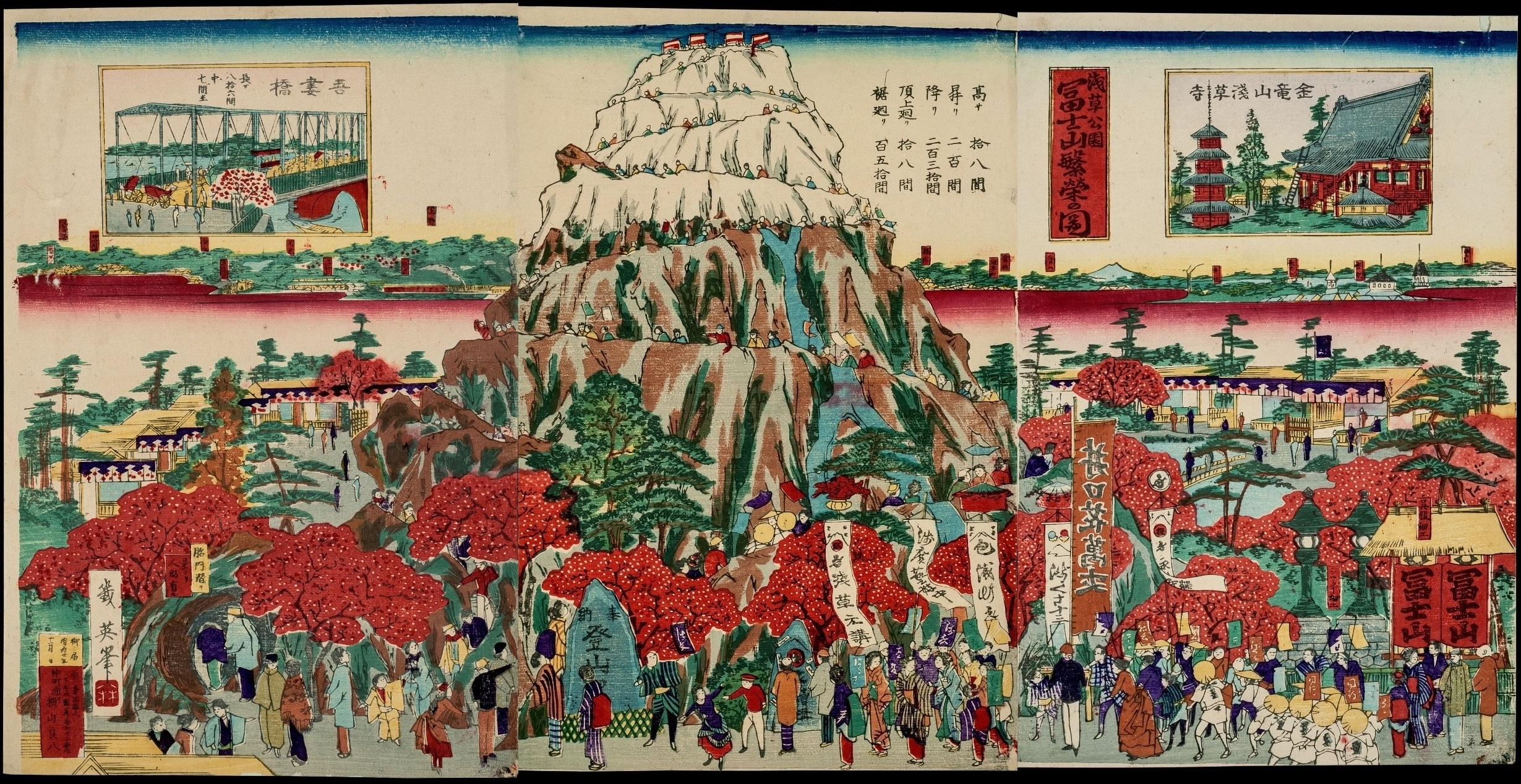
Kobayashi Ikuhide, Asakusa-Park – Bild vom florierenden Fuji, 1887 (Verleger: Yokoyama Ryōhachi)

Zu seinen Serien (Soroimono) zählen unter anderem:
- „Berühmte Ansichten von Tōkyō“ (東京名所, Tōkyō meisho), Ōban, Triptychen[1] sowie in Einzelblättern[2]
- „Östliche Farbbilder – Japanischer Sitten und Gebräuche“ (東錦 倭風俗, Tōnishiki Yamato fūzoku), Ōban, Triptychen[3]

Wichtige Werke:
- „Asakusa-Park – Bild vom florierenden Fuji“ (浅草公園 冨士山繁榮の圖, Asakusa kōen – Fujisan han'ei no zu), Ōban, Triptychon, Meiji 20 (1887). Im Asakusa-Park wurde 1887 eine Nachbildung des Fuji (富士遊覧所, Fuji yūran sho) als Attraktion für Besucher aufgebaut (siehe Abbildung).[4] Auf dem mittleren Blatt sind die Dimensionen dieses Asakusa-Fuji-Modells aufgeführt: 高さ 拾八間 (Höhe: 18 Ken = ca. 32,7 m), 昇リ 二百間 (Aufstieg: 200 Ken = ca. 363,6 m), 降リ 二百三拾間 (Abstieg: 230 Ken = ca. 417,1 m), 頂上廻リ 拾八間 (Umfang des Gipfels: 18 Ken = 32,7 m), 裾廻リ 百五拾間 (Fußumfang: 150 Ken = 272,7 m).
- „Berühmte Ansichten von Tōkyō, [Wahrheitsgetreues] Bild von Nihonbashi“ (東京名所 日本橋真景, Tōkyō meisho, Nihonbashi shinkei), Ōban, Triptychon, Meiji 19 (1886)[5]
- „Bild des Vulkanausbruchs des Berges Bandai in der Provinz Iwashiro“ (岩代国磐梯山噴火之図, Iwashiro no kuni Bandai-san funke no zu), Ōban, Triptychon, Meiji 21 (1888)[6]
- „Bild des Festes zur Zeremonie der Verkündung der Verfassung“ (憲法発布式祝祭図, Kenpō happu-shiki shukusai-zu), Ōban, 9 Blätter, Meiji 22 (1889)[7]
- „Hurra den japanischen Land- und Seestreitkräften – Bild des heftigen Gefechts bei Weihaiwei“ (日本海陸軍万歳威海衛附近大激戦之図, Nihon kairikugun banzai – Ikaiei fukin daigekisen no zu), Ōban, Triptychon, Meiji 28 (1895)[8]

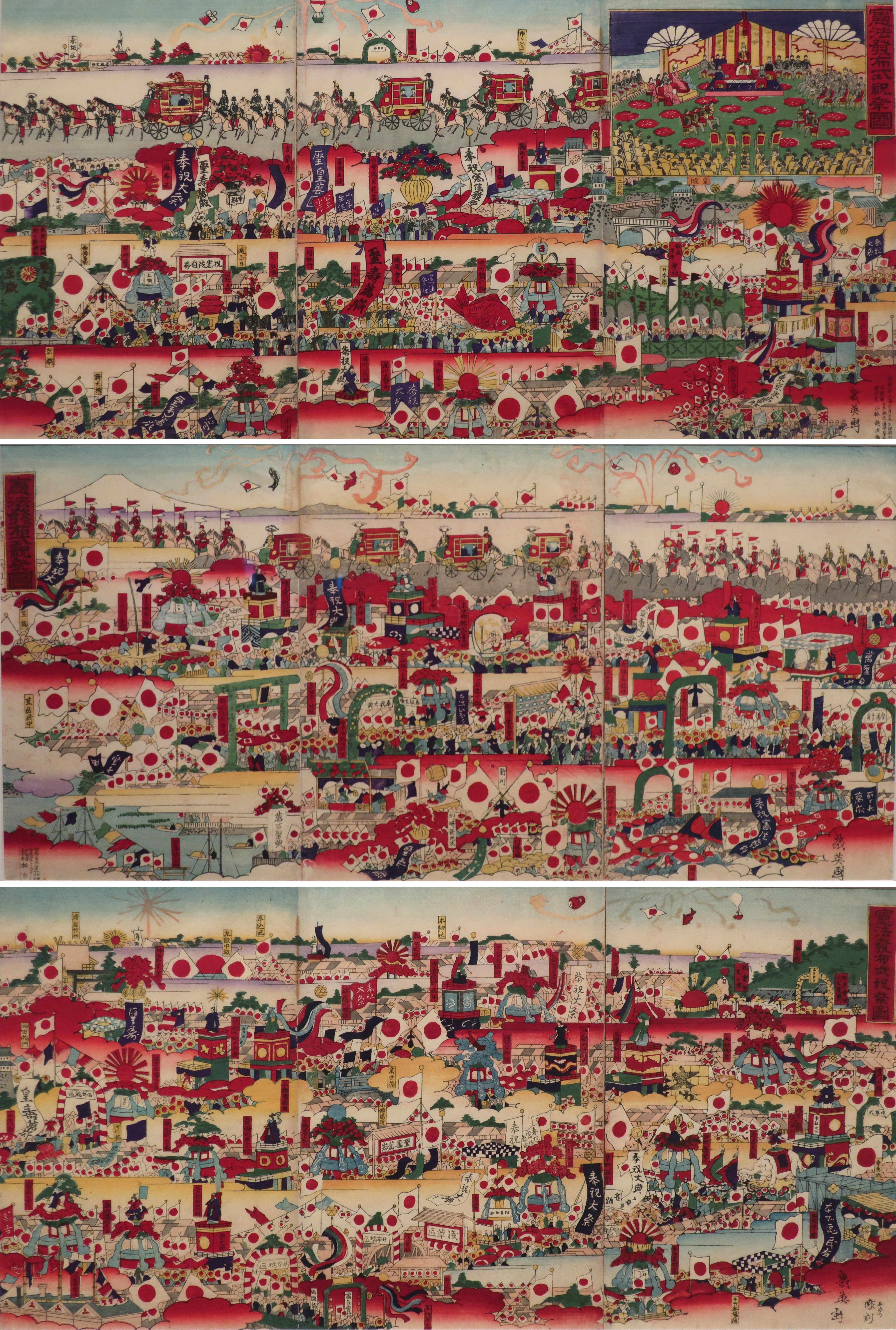
Kobayashi Ikuhide, Bild des Festes zur Zeremonie der Verkündung der Verfassung, 1889 (Verleger: Hayashi Kichi)